# Songhua
Songhua  (chinois simplifié : 松花江 ; pinyin : Sōnghuā Jiāng  c'est-à-dire rivière Sungari) en mandchou et (Сунгари, Soungari  en russe), affluent de l'Amour sino-russe, est l'un des principaux cours d'eau de la Chine. Son bassin versant d'une superficie de 549 000 km² occupe la majeure partie de la Chine du Nord-est et est le troisième de ce pays par sa taille. La rivière Songhua est longue de 1 927 kilomètres et a un débit moyen de 2 144 m³/s. 

## Origine du nom
Le nom Songhua vient du nom mandchou : ᡠᠩᡤᠠᡵᡳ
ᡠᠯᠠ（transcritpion：sunggari ula，transcription chinoise“松阿里乌拉”），qui veut dire la Voie lactée（mandchou : ᠰᡠᠩᡤᠠᡵᡳ
ᠪᡳᡵᠠ, translittération ：sunggari bira）.
En Dynasties du Sud et du Nord, elle est appelée Nanshui (chinois simplifié : 难水); pendant les dynasties Liao, Jin, Yuan, Ming, et Qing, elle est appelée Huntong Jiang  (chinois simplifié : 混同江) ; Elle est également appelée Songwa Jiang  (chinois simplifié : 宋瓦江)en dynastie Ming ; depuis l'ère Xuande, le nom devient Songhua Jiang.

## Géographie physique

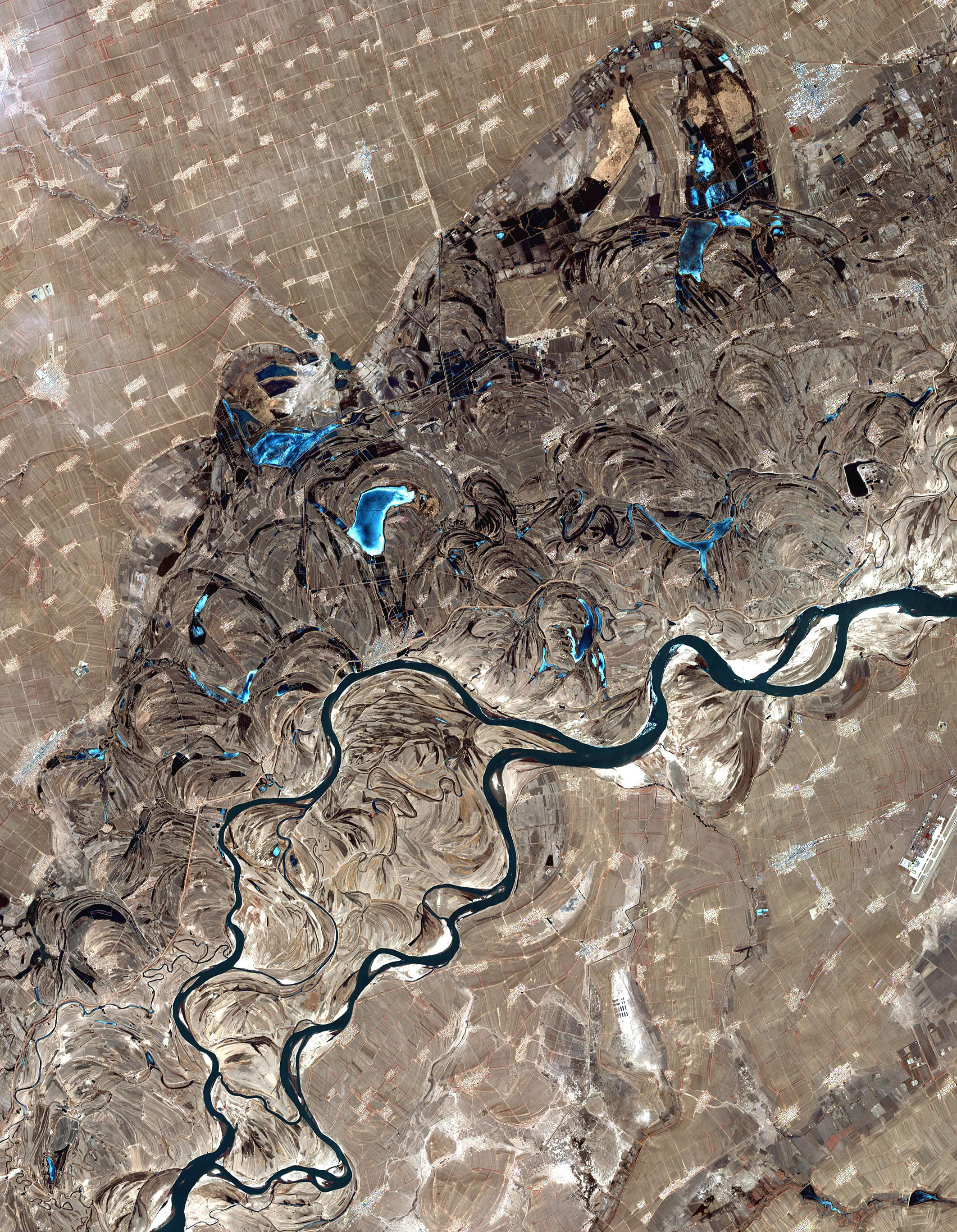
Le Songhua, juste à l'est de Harbin, où les bras morts sont fréquents.

Le Songhua est le principal affluent du fleuve Amour. Son cours long d’environ 1 927 kilomètres prend sa source dans les montagnes de Changbai et s'achève au confluent avec l'Amour qui se situe au niveau de la ville de Tongjiang. Le fleuve irrigue les provinces chinoises de Heilongjiang et de Jilin. Le bassin versant est encadré par trois chaines de montagnes : les monts Daxing'an à l'ouest au sud-ouest située en Mongolie intérieure, le massif de Xiapxing'an au nord et au nord-est et le massif du Changbai au sud et au sud-est. La forêt qui recouvre ces massifs assure une protection raisonnable des ressources en eau issues de ces montagnes. Plusieurs lacs réservoirs ont été édifiés le long du Songhua secondaire. La rivière draine un bassin versant de 549 000 km2 situé principalement dans la plaine mandchoue. L'absence de dénivellations de cette plaine entraîne une abondance de méandres et les bras morts. Le bassin versant comprend deux vastes plaines qui sont sujettes à des inondations. La plus grande est la plaine Song-Nen dans laquelle se situent les villes millionnaires de Harbin, Changchun, Qiqihar et Daqing. La plaine Sanjiang (100 000 km2), dite plaine des trois rivières, est située au confluent du Songhua avec les rivières Heilong et Wusuli. C'est une des régions agricoles les plus importantes de Chine. Cette plaine contient également une des plus vastes zones humides de l'Asie de l'Est (1,5 million hectares) qui constitue une aire de reproduction importante pour les oiseaux aquatiques. 
Le fleuve est formé par la confluence de la rivière Nen et de la Songhua secondaire qui se situe près de la ville de Songyuan, à quelque 200 kilomètres en amont d'Harbin. À partir de ce confluent le Songhua coule dans une direction comprise entre le nord et l'est et se jette dans l'Amour (Heilong en chinois) à la frontière entre la Chine et la Russie. Le bassin versant de la rivière Nen représente 54% de la superficie totale (300 000 km2), celui du Songhua secondaire 13% (73 000 km²) et celui du Songhua proprement dit 33% (184 000 km2) .

## Affluents
Les principaux affluents du Songhua sont : 
- L'Ashi (阿什河)
- L'Hulan (呼兰河)
- La Songhua secondaire (第二松花江)
- La Woken (倭肯河)
- La Mudan (牡丹江)  longueur 726 km, bassin versant 44 000 km2, débit moyen 181 km²/s
- La Nen (嫩江) longueur 1370 km, bassin versant 283 000 km2, débit moyen 844 km²/s
  - La Gan (甘河) affluent de la Nen
- L'Huifa (辉发河).

## Géographie humaine

### Villes importantes
Les villes les plus importantes le long du Songhua sont :
- Harbin
- Jiamusi
- Jilin

## Hydrométrie - Mesure des débits à Jiamusi
Le débit du Songhua a été observé pendant 29 ans (entre 1939 et 1979) à Jiamusi, grande cité 
située à quelque 250 kilomètres en amont de son confluent avec le fleuve Amour. 
À Jiamusi, le débit inter-annuel moyen ou module observé sur cette période a été de 2 144 m3/s pour une surface étudiée de 527 795 km2, soit plus ou moins 96 % de la totalité du bassin versant. Son débit est comparable à celui du Rhin en fin de parcours aux Pays-Bas.
La lame d'eau écoulée dans ce bassin versant atteint ainsi le chiffre de 128 millimètres par an, ce qui peut être considéré comme satisfaisant dans une Mandchourie relativement peu arrosée. Les précipitations moyennes sont faibles et comprises entre 400 mm à l'ouest et 800 mm à l'est. Elles ont principalement lieu durant l'été entre juin et septembre. Le cumul annuel est sujet à des variations importantes d'une année sur l'autre avec un rapport de un à trois entre année humide et année sèche. Le cours d'eau est principalement alimenté d'une part par la fonte des neiges au printemps, et surtout d'autre part par la mousson d'été comme partout en Extrême Orient, ce qui devrait donner deux saisons de crues. Mais les deux saisons étant fort rapprochées dans le temps fusionnent au point de n'en former qu'une seule. Le Songhua est de ce fait un cours d'eau de régime typiquement pluvio-nival qui présente deux saisons bien marquées. Les hautes eaux se déroulent de mai à octobre inclus, ce qui correspond à la fonte des neiges suivie de la mousson d'été-début d'automne. Fin octobre, le débit de la rivière baisse progressivement, ce qui mène à la période des basses eaux d'hiver, qui a lieu de décembre à mars. Mais la rivière conserve durant cette période un débit assez consistant et généralement bien régulier. 
Le débit moyen mensuel observé en février (minimum d'étiage) est de 501 m3/s, soit un dixième du débit moyen du mois d'août (5 010 m3/s), ce qui témoigne de l'amplitude assez importante des variations saisonnières. Sur la durée d'observation de 29 ans, le débit mensuel minimal a été de 132 m3/s (février 1979), tandis que le débit mensuel maximal s'élevait à 11 800 m3/s (août 1956). 

## Navigabilité
La rivière est navigable pour les bâtiments de grandeur moyenne jusqu'à la rivière Hulan, près de Harbin. Pour les plus petits bateaux, le Songhua est navigable jusqu'à Jilin et, par la rivière Nen, jusqu'à Qiqihar.

## Autres
À la hauteur de la ville de Fengman, on trouve un barrage utilisé pour la production hydroélectrique qui est à l'origine du plus grand lac de la province du Jilin, le lac Songhua. 
En novembre 2005, le Songhua a été contaminé au benzène, ce qui a causé la fermeture de l'aqueduc de Harbin ainsi que des menaces de poursuites de la Russie contre la Chine.